# جبهة التحرير العربية

شعار جبهة التحرير العربية

جبهة التحرير العربية هي حزب سياسي فلسطيني صغير سبق أن كان يسيطر عليه حزب البعث الذي يتزعمه العراق والذي شكله أحمد حسن البكر في عام 1969 ثم رأسه صدام حسين. جبهة التحرير العربية عضو في منظمة التحرير الفلسطينية.

## التاريخ والخلفية
وقد أنشئت جبهة التحرير العربية في أبريل 1969، بوصفها جبهة حزب البعث الذي يقوده العراق، الذي كان يقوده آنذاك أحمد حسن البكر. وقد دأبت جبهة التحرير العربية على اتباع سياسة الحكومة العراقية فيما يتعلق بجميع المسائل. وتماشيا مع الإيديولوجيا العربية لحزب البعث، اعترضت جبهة التحرير العربية في البداية على «الصبغة الفلسطينية» للصراع الفلسطيني الإسرائيلي، مفضلين الدعوة إلى حرب العالم العربي الأوسع نطاقا مع إسرائيل، الذي اعتبرته تحت القيادة الطبيعية للعراق.
وكانت جبهة التحرير العربية هي المجموعة الرئيسية النشطة في عدد السكان الفلسطينيين الصغير في العراق البالغ نحو 34,000 نسمة، ولكنها مجموعة بالغة الضآلة في جميع المجتمعات الفلسطينية الأخرى. واحتفظت بمجموعة صغيرة في مخيمات اللاجئين في لبنان، ولها وجود ضئيل في الأراضي الفلسطينية. وسمير سنونو هو ممثل جبهة التحرير العربية في لبنان.
وكان أول زعيم في جبهة التحرير العربية هو أمينها العام، زيد حيدر. وُلد حيدر في سوريا في الثلاثينات من القرن الماضي إلى أسرة من القوميين العرب. وفي عام 1956، انضم إلى حزب البعث في سوريا. وفي عام 1968، ذهب إلى العراق بعد الانقلاب وكان جزءا من حزب البعث في العراق. وفي عام 1969، عينته حكومة العراق، الأمين العام لحزب البعث في فلسطين، جبهة التحرير العربية. وفي يونيو 1969، أصبحت جبهة التحرير العربية عضوا في منظمة التحرير الفلسطينية المشكلة حديثا، وهي وسيلة تمكن العراق من التأثير على منظمة التحرير الفلسطينية والأحداث في فلسطين. وفي عام 1974، انضمت جبهة التحرير العربية إلى جبهة الرفض، التي حظيت في البداية بدعم قوي من العراق، التي شكلتها الفصائل الفلسطينية المتشددة التي رفضت ما اعتبروه الاعتدال المتزايد لمنظمة التحرير الفلسطينية.
وبعد أن دخلت منظمة التحرير الفلسطينية اتفاقيات أوسلو مع إسرائيل، عارضت جبهة التحرير العربية هذه الاتفاقيات، بما يتفق مع سياسة الحكومة العراقية. ونتج عن ذلك انقسام في جبهة التحرير العربية في عام 1993، مع تحول فصيل موالي لعرفات إلى الجبهة العربية الفلسطينية وانتقاله إلى الأراضي الفلسطينية؛ في حين بقيت بقية جبهة التحرير العربية في جبهة الرفض.
وكان من بين القادة الآخرين الذين ينتمون إلى جبهة التحرير العربية منيف الرزاز، وعبد الوهاب الكيالي، وعبد الرحيم أحمد. وأصبح الكيالي أمينا عاما في الفترة من 1972–74 على الأقل، وخدم في المجلس التنفيذي لمنظمة التحرير الفلسطينية اعتبارا من يناير 1973. وقد اغتيل في بيروت في عام 1981 على يد مسلحين مجهولي الهوية. وكان أحمد الأمين العام من عام 1975 (ربما 1974) حتى وفاته في عام 1991، وكان عضوا في المجلس التنفيذي لمنظمة التحرير الفلسطينية من عام 1977. الأمين العام الحالي هو ركاد سالم (أبو محمود) الذي احتُجز في سجن إسرائيلي بين عامي 2001 و2006.
وقد اكتسبت جبهة التحرير العربية بعض الأهمية خلال انتفاضة الأقصى، التي بدأت في عام 2000، بوصفها موزعاً للمساهمات المالية من الحكومة العراقية إلى أسر «الشهداء» بمنح إضافية لأسر الانتحاريين.
وبعد الغزو الأمريكي الذي وقع في العراق في عام 2003، وسقوط حكومة صدام حسين البعثية، وحل حزب البعث، اضطرت أعداد كبيرة من اللاجئين الفلسطينيين الذين كانوا يعيشون في العراق إلى الفرار من العراق، وفرّ العديد من أعضاء جبهة التحرير العربية من البلد لأسباب أمنية للبنان والضفة الغربية.

## الحالة الراهنة
اليوم، ما زال الأمين العام لجبهة التحرير العربية ركاد سالم، الذي يحمل الجنسية العراقية. وقد سجنته إسرائيل في عام 2001 لقيامه بتوزيع أموال عراقية على أسر منفذي العمليات الفدائية. وكان هو من بين 57 فلسطينيا أفرج عنهم في عام 2006 كبادرة حسن نية. وما زالت جبهة التحرير العربية تشغل مقعدا في اللجنة التنفيذية لمنظمة التحرير الفلسطينية منذ عام 1993 بحوزة محمود إسماعيل. ما وضع ومركز جبهة التحرير منذ انتهاء الدعم العراقي منذ عام 2003 أمر غير مؤكد.
ويقع مقر جبهة التحرير العربية في رام الله، الضفة الغربية. ونشرت جبهة التحرير العربية صحيفة «صوت الجماهير» الشهرية، قام بتحريرها ركاد سالم. وقامت الحكومة العراقية بتمويل الصحيفة حتى عام 2003، ومن غير المؤكد ما إذا كانت الصحيفة قد واصلت نشرها منذ ذلك الحين.
ولم تشارك جبهة التحرير العربية في الهجمات المسلحة على إسرائيل منذ أوائل التسعينات على الأقل، ولم يعد يُعتقد أنها تمتلك أية قدرات عسكرية هامة. لا تقوم الولايات المتحدة بتسميتها منظمة إرهابية أجنبية، وليست مدرجة في القوائم الإرهابية للأمم المتحدة أو الاتحاد الأوروبي أو أي بلد آخر.

## وصلات خارجية
- الموقع الرسمي لجبهة التحرير العربية نسخة محفوظة 24 مارس 2013 على موقع واي باك مشين.